# Giulio Perticari
Giulio Perticari (Savignano sul Rubicone, 15 agosto 1779 – San Costanzo, 26 giugno 1822) è stato un poeta e scrittore italiano.

## Biografia
(Giosuè Carducci, A Giulio Perticari, vv. 1 - 8)
Giulio Perticari nacque in una famiglia aristocratica, figlio del patrizio Andrea e della contessa Anna Cassi, e fratello di Gordiano, Giuseppe e Violante. Compì i suoi studi nel Collegio di S. Carlo di Fano; nel 1801 si recò a Roma, dove si laureò in giurisprudenza all'Archiginnasio Romano. Qui iniziò il suo periodo di attento osservatore delle questioni politiche italiane del tempo, divenute instabili a causa della frammentazione della penisola italiana in tante realtà sociali e politiche diverse e rimase affascinato dai nuovi venti patriottici e romantici che spiravano dalla borghesia intellettuale progressista.

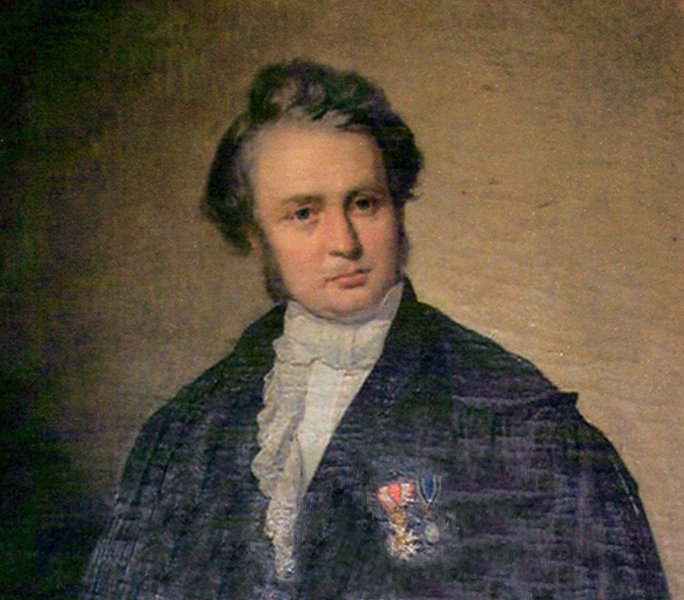
Il figlio naturale Andrea Ranzi

Perticari abbandonò presto la giurisprudenza a beneficio della sua vera passione: la letteratura. Cominciò a comporre versi ed entrò nell'Accademia dell'Arcadia con il nome di Alceo Compitano. Maria Romano racconta come «l'animo del Perticari era un misto di nobili e di bassi sentimenti, di disinteresse e di avarizia, di ardire e di pusillanimità, di amore per la famiglia e di indifferenza, spiegabile solo con la predisposizione alla stranezza, atavica nella famiglia Perticari». Una cosa è sicura: in mezzo a un carattere debole e a tratti meschino l'amore per la poesia era sincero, se più avanti il generale Guglielmo Pepe avrebbe riconosciuto a Giulio il merito di averlo fatto innamorare della poesia di Dante.
Nel 1810, da una relazione con la popolana pesarese Teresa Ranzi nacque il figlio naturale Andrea Ranzi.

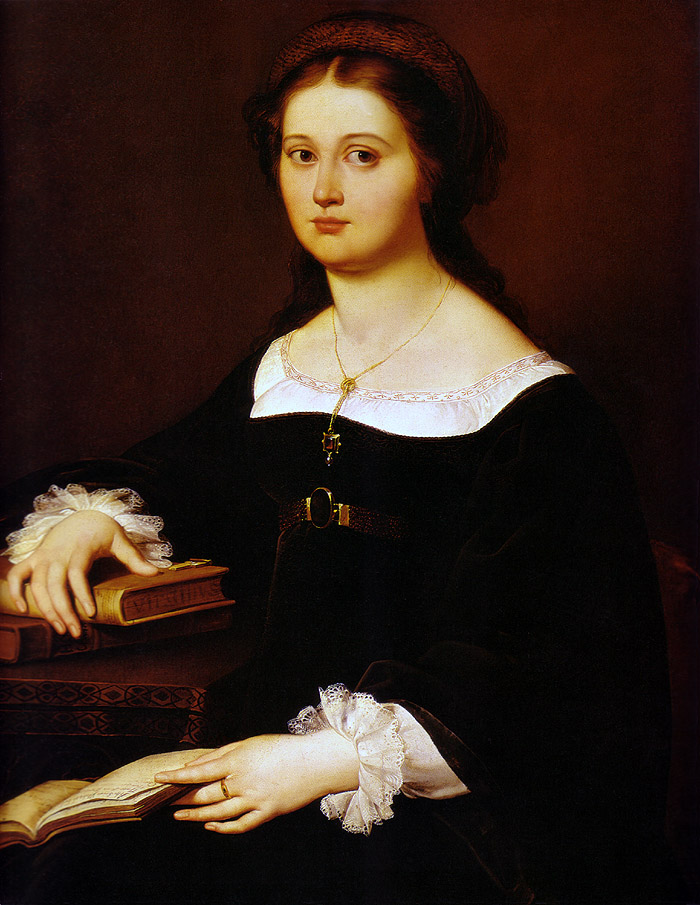
Costanza Monti Perticari in un ritratto di Filippo Agricola. Il ritratto è talvolta esposto alla Galleria Nazionale di Arte Moderna di Roma.

Il 6 giugno 1812 a Fusignano, nel Ravennate, Giulio Perticari sposò, grazie alla viva amicizia col poeta Vincenzo Monti, la figlia di questi Costanza. Costanza Monti, bella figlia di bella madre, era stata dapprima promessa in matrimonio al grecista corcirese Andrea Mustoxidi, di cui si era innamorata, da lui ricambiata. Questi era uno studioso valorosissimo e dotato di notevoli doti morali, ma spiantato, di brutto aspetto e soprattutto povero. Per quanto si fosse creato tra Mustoxidi e il padre di Costanza un rapporto di mutua riconoscenza (il grecista aveva aiutato Monti nella traduzione dell'Iliade mentre il secondo lo aveva accolto nella propria casa, offrendogli in un primo momento la mano della figlia), Teresa Pichler, la madre della fanciulla, si oppose alle nozze, e il marito la accontentò, facendo allontanare Mustoxidi da Costanza. Mossisi alla ricerca di un nuovo pretendente, i genitori costrinsero la ragazza a sposare il Perticari, che era altrettanto erudito del Mustoxidi, ma anche bello della persona, affabile, faceto e ricco, seppur di cagionevole salute. Il matrimonio non fu felice, ma il marito tenne sempre la moglie in grande considerazione, e anche Costanza, rimasta vedova, riserverà al marito dolci parole dimostrando di averlo amato.
Anche Costanza, come Giulio, era entrata nel Bosco Parrasio già prima delle nozze. La figlia di Vincenzo Monti aveva scelto il nome di Telesilla Meonia.
Intorno al 1820 fu impegnato nella grande discussione della lingua italiana, in cui l'intellettuale romagnolo propose una versione alighieriana della lingua, nel rifiuto dei dialetti e nella promozione della lingua del Trecento in chiave moderna. Fra i suoi saggi, in riferimento a questo tema, spiccano Dell'amor patrio di Dante Alighieri e del suo libro intorno al volgare eloquio, Degli scrittori del Trecento e de' loro imitatori e Difesa di Dante.
Coinvolto completamente dal patriottismo, si mise in contatto con gli ambienti massonicicarbonari pesaresi e instaurò un importante epistolario con alcuni famosi uomini intellettuali di Pesaro. Si ricordi che gran parte delle sue lettere, le quali disegnano l'ideologia e la personalità del Perticari, sono conservate nella Biblioteca dei Musei Oliveriani di Pesaro.
Morì a San Costanzo, comune in provincia di Pesaro e Urbino, nel 1822.

### Perticari e Stendhal

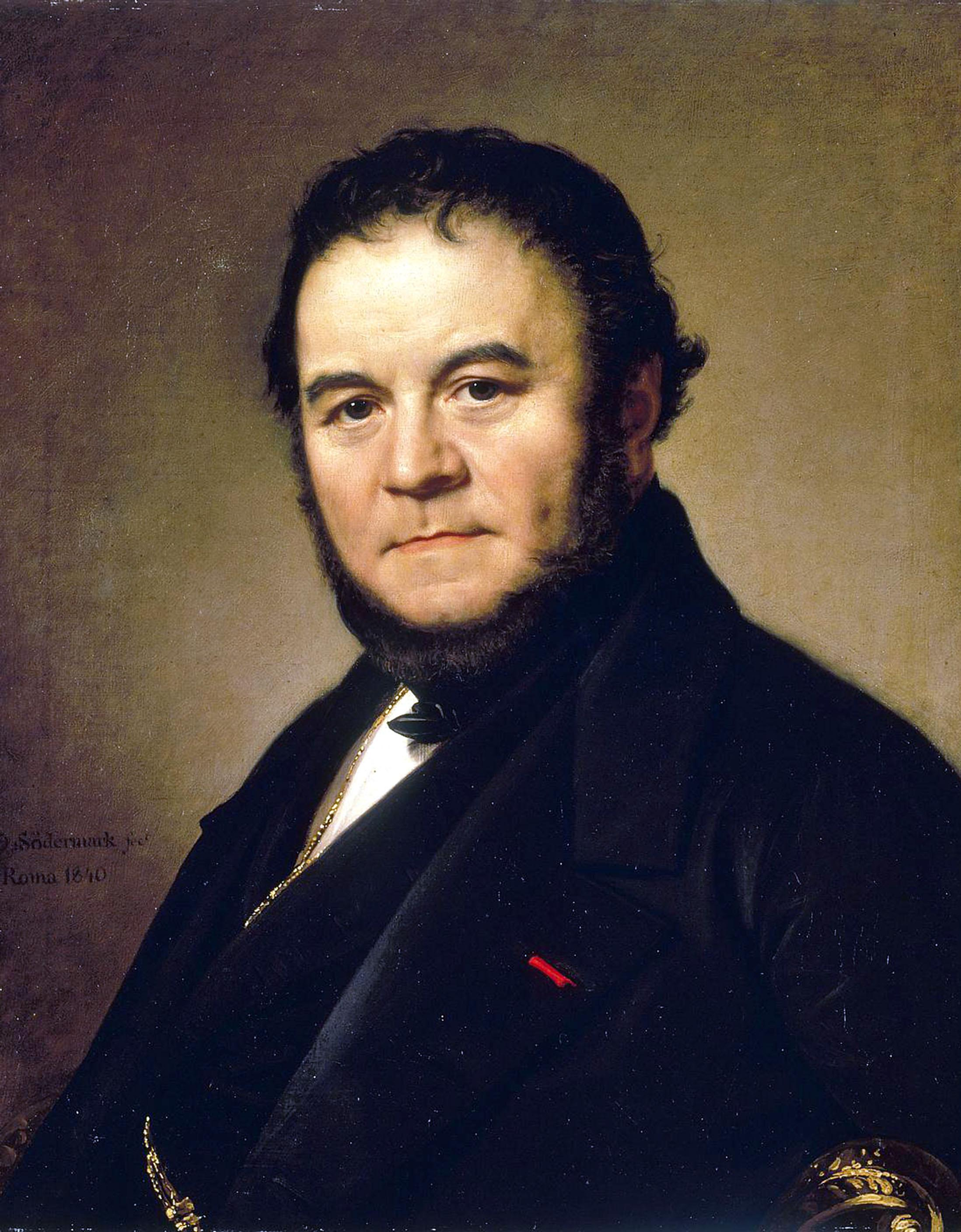
Ritratto di Stendhal

Stendhal nutriva per lui una grande ammirazione; in Roma, Napoli, Firenze, lettera del 15 gennaio 1817, si esprime in questi termini lusinghieri: "Il signor conte Perticari, di Pesaro, in questo momento è il primo dei letterati italiani; il che non vuol dire molto". Nella stessa lettera, cita un lungo brano di Perticari, come esempio del modo naturale di scrivere:
"Buono sia ai colti Pesaresi che, ancora con pubblico monumento dedicato, donarono della loro cittadinanza l'Orfeo de' giorni nostri; nato, egli è vero, a Pesaro di madre Pesarese, ma generato di padre Lughese, che venne egli agli stipendi di quel comune in qualità di tubatore, dilungandosi dal suo luogo nativo, dov'ebbe ed ha tuttora il suo tetto avito. Né perciò sia diminuita a Lugo la gloria d'esser patria di Gioachino Rossini. Imperroché, sebbene gli scrittori di storia e di filologia abbiano lasciato incerto, se la patria si nomini dal luogo dove si nasce, o da quello donde si è oriondi, o finalmente da quello della stirpe istessa della madre (come si racoglie in un luogo di Livio, lib. XXIV, C. VI, e da un altro di Virgilio, Aen. VIII, v. 510-511) niente di meno per giusta ragione d'etimologia, et per antico dettato di legge è manifesto che patria si dice a patre (l. I., C., ubi pet. tut-l. nullus C. de decurionibus). E non è patria ogni terra natale, ma quella sola nella quale è nato il padre naturale; quella onde si è oriondi. Quindi Cicerone (de Leg., XI, 2, ap. Cujac, tome VI, p. 79 E): germana patria est ea ex qua pater naturalis naturalem originem duxit. Il che è confermato dalla legge 3 Cod. de munic. et origin., e dal voto del gravissimo Cujaccio, che conchiude (l. c.): Itaque natus Lutetiae, si pater sit oriundus e Roma, non Lutetiam, sed Romam habet patriam; Romanus nuncupatur, nisi et ipse pater Lutetiae natus sit. E così finalmente esser debbe: altrimenti che nasce in mare non avrebbe patria, e il diritto pubblico sarebbe assai poco determinato nella parte dei pesi comuni."

### La malattia e la morte a San Costanzo
Alle ore quattro del pomeriggio del 26 giugno 1822 Giulio Perticari moriva a San Costanzo, centro collinare in provincia di Pesaro e Urbino, ospite nella residenza del cugino Francesco Cassi, dove il conte era solito trascorrere alcuni periodi di riposo.
La morte del letterato suscitò scalpore in tutta la Penisola e di essa si insinuò essere la principale responsabile Costanza, la bellissima e giovane moglie,  figlia di Vincenzo Monti e Teresa Pikler.
Tanto è stato scritto e pubblicato su questo argomento che, nel corso degli ultimi due secoli, ha tenuto viva l'attenzione del mondo accademico e letterario, considerando anche l'importanza e la fama delle persone coinvolte.
Nel teatro "Della Concordia" di San Costanzo è stato celebrato un vero e proprio processo, per appurare la veridicità delle accuse di veneficio mosse nei confronti della giovane contessa.
Nel 2013, in occasione della riapertura del palazzo nobiliare che ha fatto da cornice al luttuoso evento, è stato dato alle stampe un corposo volume dello storico Paolo Vitali, maggiore esperto degli avvenimenti che hanno caratterizzato gli ultimi giorni di vita del conte Perticari.
Nel volume, "Palazzo Cassi a San Costanzo", viene trattata in modo critico ed esaustivo l'intera vicenda, con il corredo di importanti ed inediti documenti di archivio, e viene fatta finalmente chiarezza su uno degli avvenimenti che suscitarono grande interesse in tutta Italia nella prima metà dell'Ottocento.
La salma del Perticari, dopo l'esame autoptico eseguito la mattina del 28, venne ricomposta e trasportata nella Collegiata di San Costanzo. In questa chiesa, situata all'interno della cinta muraria, rimase fino al 21 agosto del 1854.
"Erano le ore quattro pomeridiane del giorno 26 giugno dell’anno 1822 quando il buon Giulio nel bacio del Signore spirò.Fuori aveva cessato di piovere e il tempo per un attimo sembrò fermarsi mentre il suono cupo della campana dalla Torre scendeva verso il mare. Costanza, che nell'imminenza della morte era stata preda di un frenetico delirio e non trovava pace in nessun angolo della casa, entrando e uscendo di continuo dalla camera del marito, cadde all’improvviso in un profondo abbattimento......Il giorno 27 trascorre fra visite, preparazione delle esequie e l’allestimento di un ambiente idoneo per eseguire la sezione anatomica del cadavere. Le numerose Confraternite avevano sollecitato i propri iscritti perché si tenessero pronti per la funzione religiosa dell’indomani, che sarebbe stata preceduta dall’accompagno del feretro da Palazzo Cassi alla Collegiata. La mattina presto del giorno 28 i medici Giovanni Battista Graziadei, Placido Nebbia, Giorgio Regnoli e Clemente Paolini misero mano all’esame autoptico del cadavere.....Terminato l’esame la salma fu pietosamente ricomposta ed adagiata in una cassa a sua volta contenuta da una seconda. Nel piazzale antistante la residenza dei Cassi già aspettava il Capitolo con l’Arciprete insieme alle Confraternite, ai notabili del luogo in abito scuro e ad un grande concorso di popolo. Giunti in Collegiata il feretro venne posto su un catafalco al centro della navata ricoperto da grandi drappi neri e circondato da alti lumi. Iniziò quindi la Messa per i defunti. Finite le funzioni i congiunti del Perticari tornarono a Palazzo, dopo essersi accomiatati dalle autorità ed aver assistito alla sepoltura in una cappella a fianco dell’altare di San Giuseppe, mentre i poveri di San Costanzo, beneficiando di un'antica tradizione, ricevevano doni in memoria del conte scomparso" (dal volume di Paolo Vitali, "Palazzo Cassi a San Costanzo", Fano 2013).
Il 6 giugno 2015, nel corso della "Giornata Nazionale di Studi Perticariani", il dottor Vitali ha reso noto che Giacomo Leopardi, nella primavera del 1825, durante un viaggio verso Milano si fermò a Pesaro per far visita al cugino conte Francesco Cassi.
Nell'occasione i due si recarono a San Costanzo, nella Chiesa Collegiata, per deporre un fiore e piangere sulla tomba del conte Perticari. Subito dopo il Leopardi proseguì per Bologna.
Nell'estate del 1854 i resti di Giulio Perticari furono riesumati e trasportati a Pesaro nella chiesa dei Padri Riformati.

## Scritti
- Degli scrittori del Trecento e dei suoi imitatori. Libri due ... , Milano, per Nicolò Bettoni, 1828
- Opere del conte Giulio Perticari, 2 volumi, Milano, G. Silvestri, 1831

## Lettere e carteggi
- Lettere di Giulio Perticari, Livorno, Giovanni Mirabilli, 1835
- Italo Pascucci, Una lettera inedita di Ludovico Di Breme a Giulio Perticari sul Grand commentaire e sulla questione della lingua, Torino, Soc. editrice internazionale, 1947
- Italo Pascucci, Folklore ottocentesco, la Cantilena di Menicone Frufolo e una lettera inedita di Giulio Perticari al fratello Giuseppe, Faenza, Lega, 1973